# Liste Annweilerer Persönlichkeiten
Die Liste Annweilerer Persönlichkeiten enthält bedeutende Persönlichkeiten mit Bezug zu Annweiler am Trifels, geordnet nach Personen, die Ehrenbürger sind, in der Stadt geboren wurden, beziehungsweise in Annweiler am Trifels gewirkt haben.

## Ehrenbürger
- 11. Februar 1935: Gustav Ullrich (1860–1938), Unternehmer, Industrieller und Gründer der ASTA-Emaille-Fabrik, sowie der Firma Stabila Messgeräte Gustav Ullrich GmbH
- 16. Mai 1960: Adolf Kessler (1890–1974), Maler, Grafiker
- 8. September 1976: Georg Biundo (1892–1988), evangelischer Theologe, Historiker, Honorarprofessor an der Johannes Gutenberg-Universität Mainz
- 24. Oktober 1984: Erwin Huppert (1909–2001), Gold- und Silberschmied, Professor an der Johannes Gutenberg-Universität Mainz, verliehen zur Anerkennung seiner Verdienste „durch die Anfertigung von Nachbildungen der wichtigsten Teile der Reichskleinodien […] , die der Stauferburg und der ehemaligen Reichsstadt Annweiler zu vermehrter Anziehungskraft verhelfen.“
- 16. April 2007: Hans Stöcklein (* 1922), Politiker (SPD), Bürgermeister
- Wilhelm Löwe
- Jakob Schlossstein
- Georg Staab

## Söhne und Töchter der Stadt

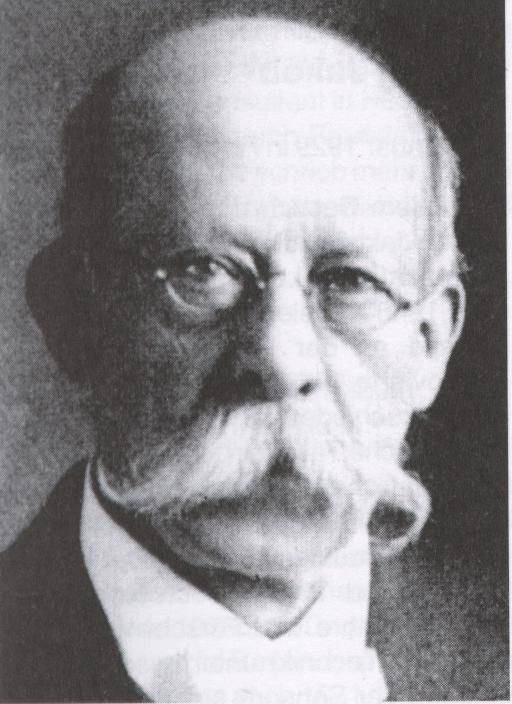
Eugen Jäger

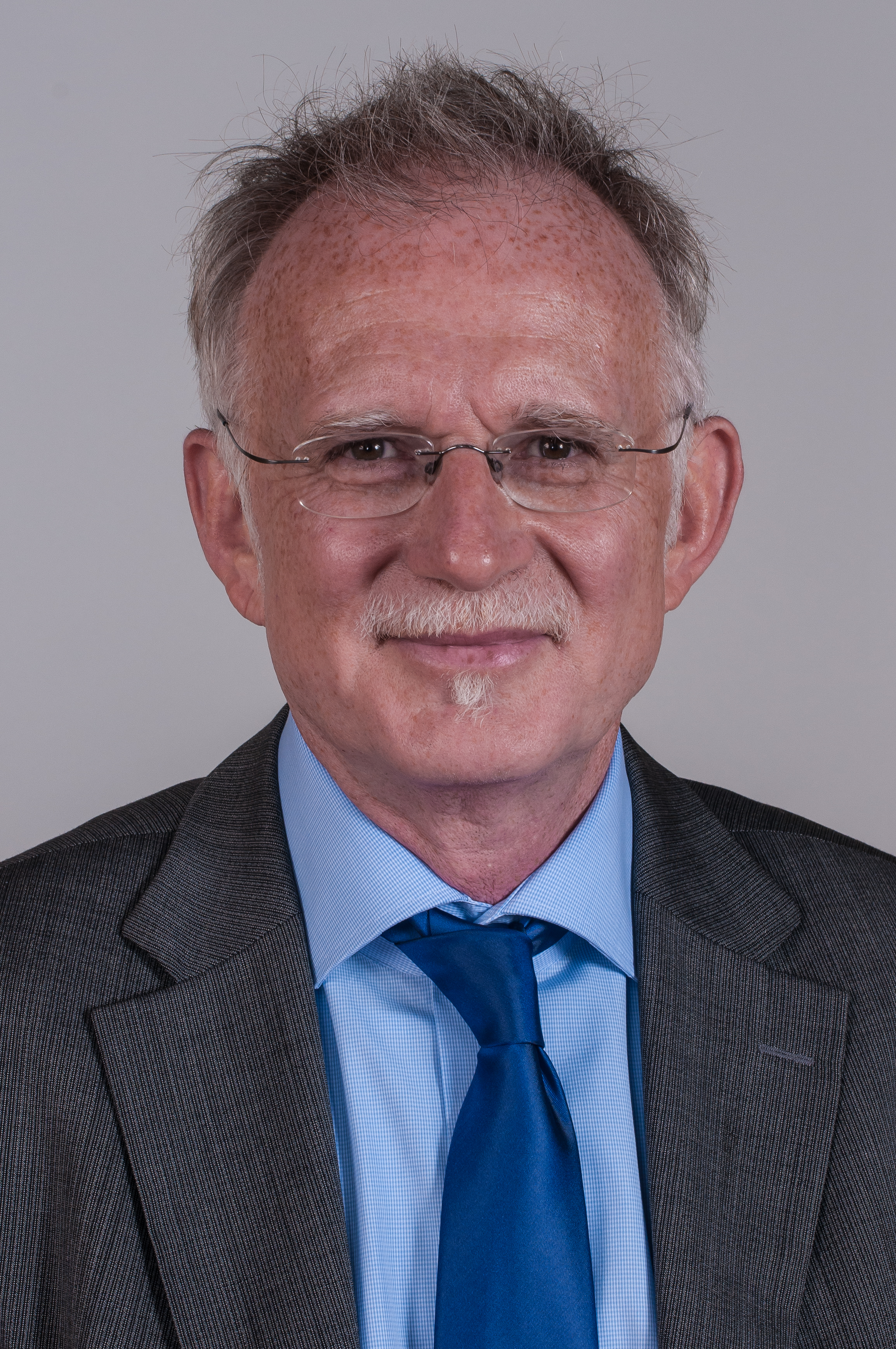
Hans-Ulrich Pfaffmann

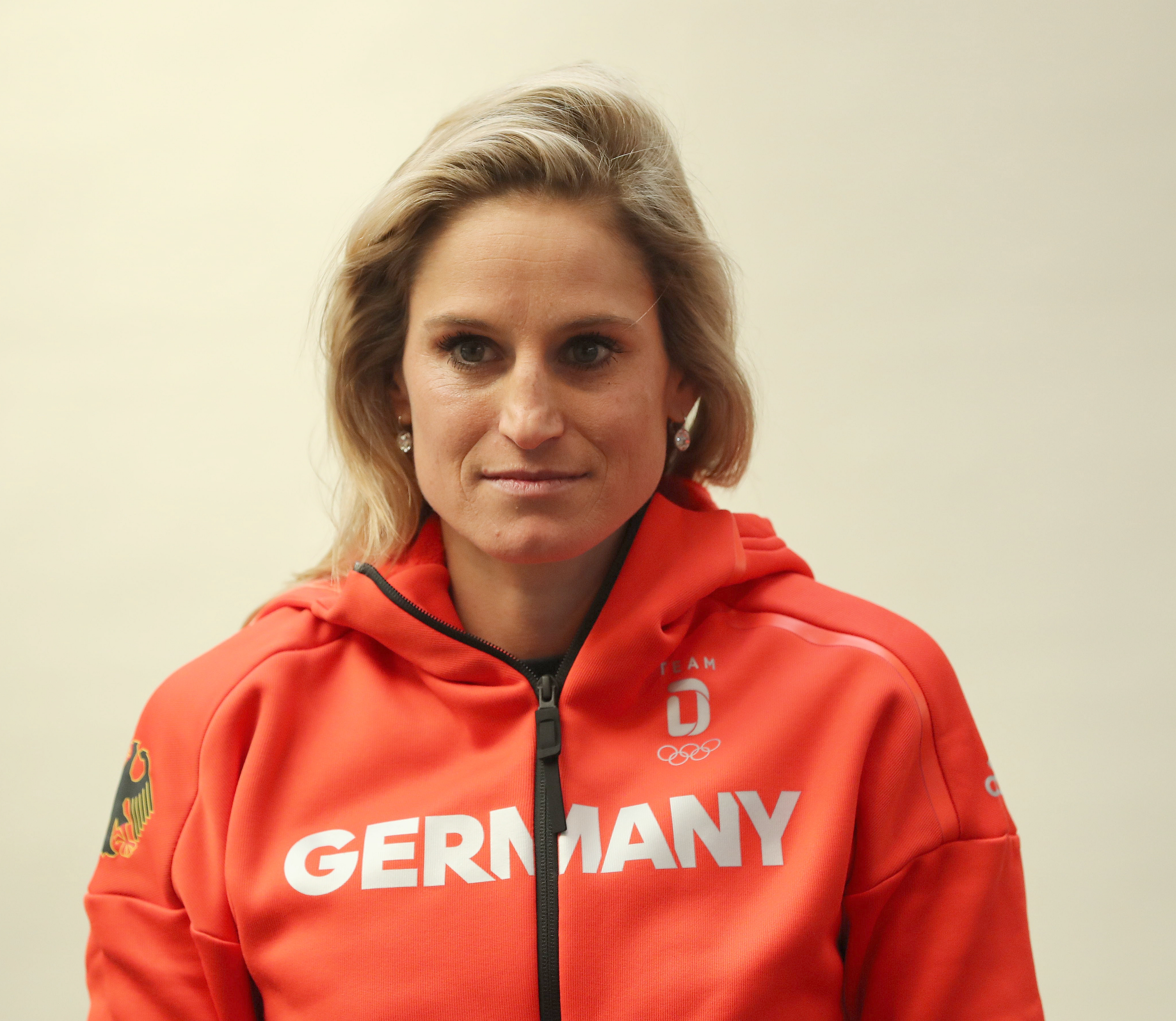
Nicole Fessel

### Bis 1900
- Matthias Christian Baumann (1740–1816), Orgel- und Klavierbauer
- Friedrich Gerhard Wahl (1748–1826), Bauingenieur, Architekt
- Matthias Kern (1750–1793), Journalist, Verleger
- Jacques Culmann (1767–1849), französischer Offizier und Mitglied der Nationalversammlung zur Zeit der Zweiten Republik
- Joseph Schauberg (1808–1866), Jurist und Privatdozent
- Friedrich Aulenbach (1810–1882), Dichter
- Conrad Ludwig Diehl (1810–vor 1863), Revolutionär des Pfälzischen Aufstands 1849
- Georg Rapp (1818–1886), Mediziner, Leibarzt der Königin Olga von Württemberg
- Moritz Bolza (1828–1891), Jurist, Politiker (NLP), Mitglied des Deutschen Reichstages
- Heinrich Diehl (1840–1918), Brauer, Bürgermeister, Bayerischer Landtagsabgeordneter
- Theodor von Geib (1842–1908), Verwaltungsjurist
- Eugen Jäger (1842–1926), katholischer Verleger, Publizist, Politiker (DZP), Mitglied des Deutschen Reichstages
- August Naegle (1869–1932), katholischer Theologe, Kirchenhistoriker, Politiker (CSP, DNP), Rektor der Karl-Ferdinands-Universität
- Albert Grimmeisen (1872–1908), Kletterer
- Eduard Müller (1876–1928), Mediziner
- Theodor Künkele (1889–1970), Forstwissenschaftler
- Gustav Wolff (1894–1973), Lehrer, Politiker (BVP, DZP, CDP/CDU)
- Adolf Graf (1899–1978), Kirchenmusiker, Organist u. a. in Annweiler, erster Landeskirchenmusikdirektor der Evangelischen Kirche der Pfalz

### 20. Jahrhundert
- Otto Seel (1907–1975), Altphilologe, Professor an der Friedrich-Alexander-Universität Erlangen-Nürnberg
- Rudolf Geiger (1908–1999), Literaturwissenschaftler, Schriftsteller und Märchenforscher
- Aenne Rumetsch (1908–1982), Kommunalpolitikerin (SPD)
- Erich Gaab (1910–2000), Arzt, Sanitätsrat und Sozialrichter
- Hans Blinn (1925–2006), Lehrer, Studiendirektor an der Erziehungswissenschaftliche Hochschule Rheinland-Pfalz, Verleger, Politiker (NSDAP, SPD), Rheinland-Pfälzischer Landtagsabgeordneter
- Hans Heinrich Rupp (1926–2020), Jurist
- Klaus Wegmann (1932–2011), Biochemiker, Professor an der Eberhard Karls Universität Tübingen
- Georg Denzer (* 1942), Politiker (CDU), Landrat des Main-Tauber-Kreis
- Werner Schwartz (* 1949), Pfarrer und Mundartdichter
- Norbert Schwarz (* 1953), Sozialpsychologe, Provost Professor an der University of Southern California
- Helmut Seebach (* 1954), Volkskundler, Historiker, Kulturschaffender, Journalist
- Clemens Driesch (1956–2023), Motorradrennfahrer und Unternehmer
- Hans-Ulrich Pfaffmann (* 1956), Politiker (SPD), Bayerischer Landtagsabgeordneter
- Horst Christill (* 1959), Kirchenmusiker, Komponist
- Theo Schwarzmüller (* 1961), Historiker, Schriftsteller
- Bernd Schattner (* 1968), Politiker (AfD)
- Markus Becker (* 1971), Schlagersänger
- Nicole Fessel (* 1983), Skilangläuferin
- Martin Horn (* 1984), Politiker (parteilos), Oberbürgermeister von Freiburg im Breisgau

## Personen, die in der Stadt gewirkt haben
- David Pareus (1548–1622), reformierter Theologe; als Flüchtling in Annweiler
- Jakob Beyrlin (1576–nach 1618), Buchbinder und Schulmeister, schickte 1618 dem Rat der Stadt einen von seinem Sohn gefertigten Auszug aus historischen Schriften
- Johann Karl Baumann (1714–1794), pfalz-zweibrückischer Orgelbauer, starb vor Ort
- August von Voit (1801–1870), Architekt; Planer des Alten Rathauses
- Jakob Franck (1811–1884),  Philologe und Schullehrer, wurde 1837 Studienlehrer an der Lateinschule zu Annweiler und 1845 Subrektor
- Lukas Jäger (1811–1874), konservativ-katholischer Publizist, Politiker, Bayerischer Landtagsabgeordneter; Arzt in Annweiler
- Heinrich Ullmann (1872–1953), Architekt, Baubeamter, Landschaftsmaler, Fotograf; Planer des Amtsgerichts
- Eduard Kern (1900–1966), Forstwirt, Verbandsfunktionär und Politiker (FDP, SPD), absolvierte in Annweiler sein Referendariat
- Friedrich Kurtz (1915–1993), Soldat in der Wehrmacht, Befehlsverweigerer; langjähriger Wohnsitz
- Rudolf Kaffka (1923–1985), Theologe, Politiker (SPD); Pfarrer in Annweiler
- Otmar Hornbach (1930–2014), Unternehmer, starb vor Ort
- Adolf Rapp (1933–2019), Chemiker und Lebensmittelchemiker, starb vor Ort
- Norbert Kluge (1935–2022), Pädagoge und Sexualforscher, starb vor Ort
- Herbert Waldenberger (1935–2017), Politiker (CDU), besuchte die örtliche Volksschule
- Ansgar Häußling (1936–2022),  Philosoph und Physiker, starb vor Ort
- Rudolf Werner (* 1941), Journalist, Redakteur, Filmemacher; aktueller Wohnsitz
- Daniel Moriz Lehr (* 1954), Bildhauer und Maler, schuf 2006 die Freiplastik auf dem Verkehrskreisel Annweiler-Nord
- Martin Schöneich (* 1955), Bildhauer, schuf 1994 innerhalb der Kuranlage die Figur Dekon
- Alexander Solotzew (* 1957), Maler, Grafiker, Bildhauer, aktueller Wohnsitz
- Stefan Dech (* 1960), Geograph, absolvierte 1980 vor Ort sein Abitur
- Martin Schmidt (* 1966), Journalist, Publizist, Politiker (AfD), aktueller Wohnsitz
- Holger Kellmeyer (* 1981), Autor und Lehrer, lebt vor Ort
- Melanie Noll, Läuferin, für den TSV Annweiler tätig